# Helioseismologie

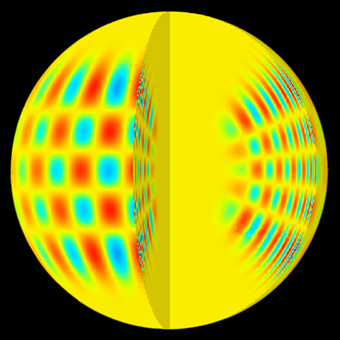
Ein computergeneriertes Bild des Profils der P-Wellen-artigen akustischen Oszillation der Sonne im Inneren und an der Oberfläche.
Mit größerer Tiefe nimmt die Schallgeschwindigkeit und damit auch die Wellenlänge zu.

Die Helioseismologie (griechisch Helio für Sonne und Seismologie für Erdbebenkunde) ist ein wissenschaftlicher Zweig der solaren Astrophysik und gleichzeitig ein interdisziplinäres Forschungsgebiet, das die Eigenschwingung der Sonne analysiert und daraus Erkenntnisse über deren inneren Aufbau gewinnt.
Der US-amerikanische Physiker Robert B. Leighton beobachtete bereits seit 1960 eine rhythmische Bewegung mit einer Periode von etwa fünf Minuten und erkannte, dass es sich um eine Oszillation der Sonnenoberfläche handelte. Er veröffentlichte seine Erkenntnisse 1961 und begründete damit die Helioseismologie als ein neues Teilgebiet der Astronomie.
Die Grundperiode der Eigenschwingung der Sonne von etwa fünf Minuten konnte mittels verschiedener erdbasierter Beobachtungen und durch Raumsonden wie SOHO recht genau ermittelt werden.
Die Analyse der Beobachtungs- bzw. Schwingungsdaten erlaubt genaue Rückschlüsse auf verschiedene physikalische Kenngrößen der Sonne, z. B. auf die Ausbreitungsgeschwindigkeit von Schall im Inneren der Sonne. Gleichzeitig ermöglicht die Analyse, die Verteilung von Temperatur und magnetischen Feldern unter der Oberfläche der Sonne bildlich darzustellen.
Neuen Erkenntnissen zufolge ist die Eigenschwingung auch für die 1877 entdeckten überschallschnellen Plasmajets an der Sonnenoberfläche verantwortlich. Im Regelfall werden die Schallwellen im Inneren der Sonne gebremst. Gelegentlich können diese Wellen jedoch auch die Oberfläche erreichen und sorgen für einen Materieauswurf. Das Plasma wird dabei mit einer Geschwindigkeit von bis zu 80.000 km/h bis zu 5000 km hoch geschleudert.